# Enzo Lattuca
Enzo Lattuca (né le 9 février 1988 à Cesena) est une personnalité politique italienne.

## Biographie
Membre du Parti démocrate, Enzo Lattuca est le plus jeune député de l'histoire parlementaire de la République italienne, élu lors des élections générales italiennes de 2013.